# Wolfgang Iser
Wolfgang Iser (Marienberg, 22 luglio 1926 – Costanza, 24 gennaio 2007) è stato un anglista tedesco.

## Biografia
Nato da Paul Iser e Else Steinbach, studiò letteratura alle università di Lipsia e Tubinga, prima di prendere il PhD all'Università Ruperto Carola di Heidelberg con una tesi su Henry Fielding nel 1950. Dal 1952 insegnò all'Università di Glasgow, quindi in diverse altre università.
Noto per gli studi sui lettori di letteratura come interpretanti (non lontano dal "lettore implicito" in Lector in fabula di Umberto Eco, che gli è debitore), sviluppò con Hans Robert Jauss la cosiddetta "Scuola di Costanza" (dal nome dell'Università di Costanza che contribuì a fondare e dove insegnò dal 1967 al 1991), alcune teorie sulla ricezione estetica, gli orizzonti d'attesa e la poetica cognitiva.
Iser descrisse il processo della prima lettura, il successivo sviluppo del testo come "intero" e il dialogo costante tra lettore e testo. Nel suo studio sulle narrazioni di Shakespeare, in particolare sul Riccardo II, Iser interpretò le strategie legali continuamente cangianti del re come espressioni del desiderio di autoritarietà. In questo seguì Hans Blumenberg e i tentativi di applicare teorie della modernità a Shakespeare, nel senso della decostruzione del razionalismo scolastico verso la rivoluzione nominalista (alla Guglielmo di Ockham).
Insegnò anche all'Università della California (sede di Irvine, dal 1978 al 2005) e si occupò anche di Laurence Sterne, John Bunyan, Henry James, Henry Fielding, James Joyce e Samuel Beckett. Negli anni '90 del XX secolo Iser elaborò una originale antropologia della letteratura, in dialogo con le correnti più importanti dell'antropologia culturale occidentale (come l'antropologia interpretativa di Clifford Geertz).

## Opere
- Die Weltanschauung Henry Fieldings (1952)
- Walter Pater. Die Autonomie des Ästhetischen (1960)
- Der implizite Leser. Kommunikationsformen des Romans von Bunyan bis Beckett (1972)
- Der Akt des Lesens. Theorie ästhetischer Wirkung (1976)
  - L'atto della lettura. Una teoria della risposta estetica, trad. di Rodolfo Granafei e Chiara Dini, Il Mulino, Bologna, 1987 ISBN 88-15-01530-2
- Theorien der Kunst (a cura di, con Dieter Henrich, 1984)
- Laurence Sternes "Tristram Shandy". Inszenierte Subjektivität (1987)
- Shakespeares Historien. Genesis und Geltung (1988)
- Languages of the Unsayable: The Play of Negativity in Literature and Literary Theory (a cura di, con Sanford Budick, 1989)
- Prospecting: From Reader Response to Literary Anthropology (1989)
- Das Fiktive und das Imaginäre. Perspektiven literarischer Anthropologie (1991)
- Staging Politics: The Lasting Impact of Shakespeare's Histories (1993)
- The Translatability of Cultures: Figurations of the Space Between (a cura di, con Sanford Budick, 1996)
- The Range of Interpretation (2000)
- How to Do Theory (2006)